# Hjälperöd
Hjälperöd is een plaats in de gemeente Orust in het landschap Bohuslän en de provincie Västra Götalands län in Zweden. De plaats heeft 184 inwoners (2005) en een oppervlakte van 23 hectare.